# Rue de Courlancy
La rue de Courlancy est une voie de la commune de Reims, située dans le département de la Marne (département), en région Grand Est.

## Situation et accès
La voie est à double sens, elle est parallèle à l'ancienne l'autoroute et la Vesle.

## Origine du nom
Elle porte le nom du fief de Courlancy ou Courcelancy cité au XIVe siècle.

## Historique

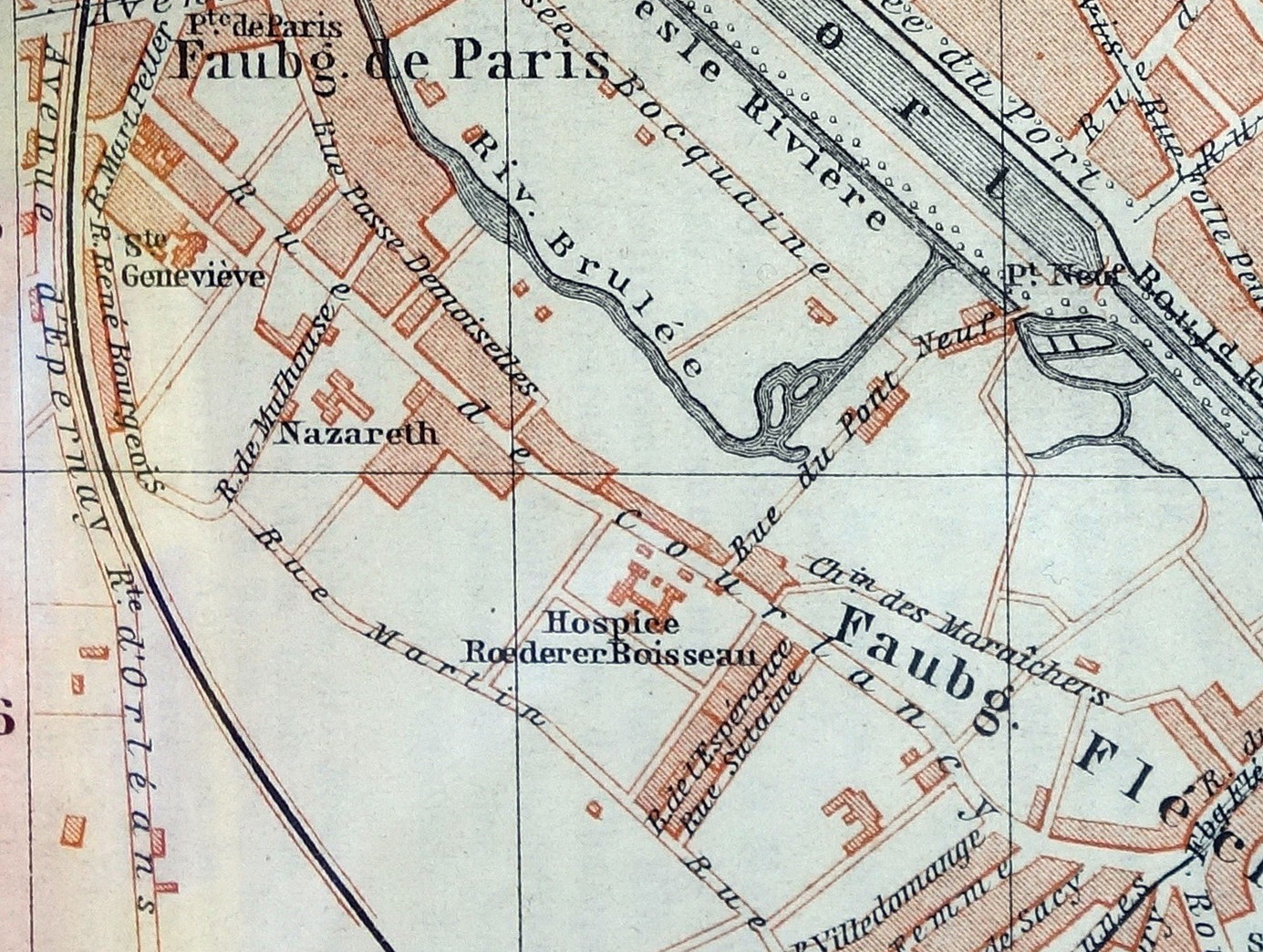
La rue vers 1908.

Ancien « chemin de Courlancy » cette voie a pris sa dénomination actuelle en 1873 après être devenu une rue. L'hospice fut construit par les architectes Margolin et Thierot grâce à la donation de Madame veuve Eugène Roederer. Inauguré le 19 octobre 1899 et fut confié aux Sœurs de la Charité puis, en 1903 aux Augustines Hospitalières.

## Bâtiments remarquables et lieux de mémoire
Elle dessert :
- Au n°25 : une maison de ville à deux travées, ornée d’un cartouche à tête de lion.
- Au n°31 : une maison de ville en brique à 3 travées, caractérisée par un balcon aux motifs de ferronnerie.
- Au n°33 : une maison de ville à 3 travées régulières.
- Au n°64-70 :la maison de Champagne Lanson de l'architecte Abel Robert.
- Au n°72 : la Fondation Roederer-Boisseau des architectes Paul Marbeau assisté de Paul Marbeau, Edouard Thierot, de Léon Margotin.
- Au n°74-74 Bis : deux maisons jumelées en pierre meulière de l'architecte Rolisset.
- Au n°86 : l'établissement scolaire Sacré-Cœur de Reims de l'architecte Edouard Lamy.
- Au n°38 bis : la clinique Courlancy.

Les bâtiments sont repris comme éléments de patrimoine d’intérêt local.

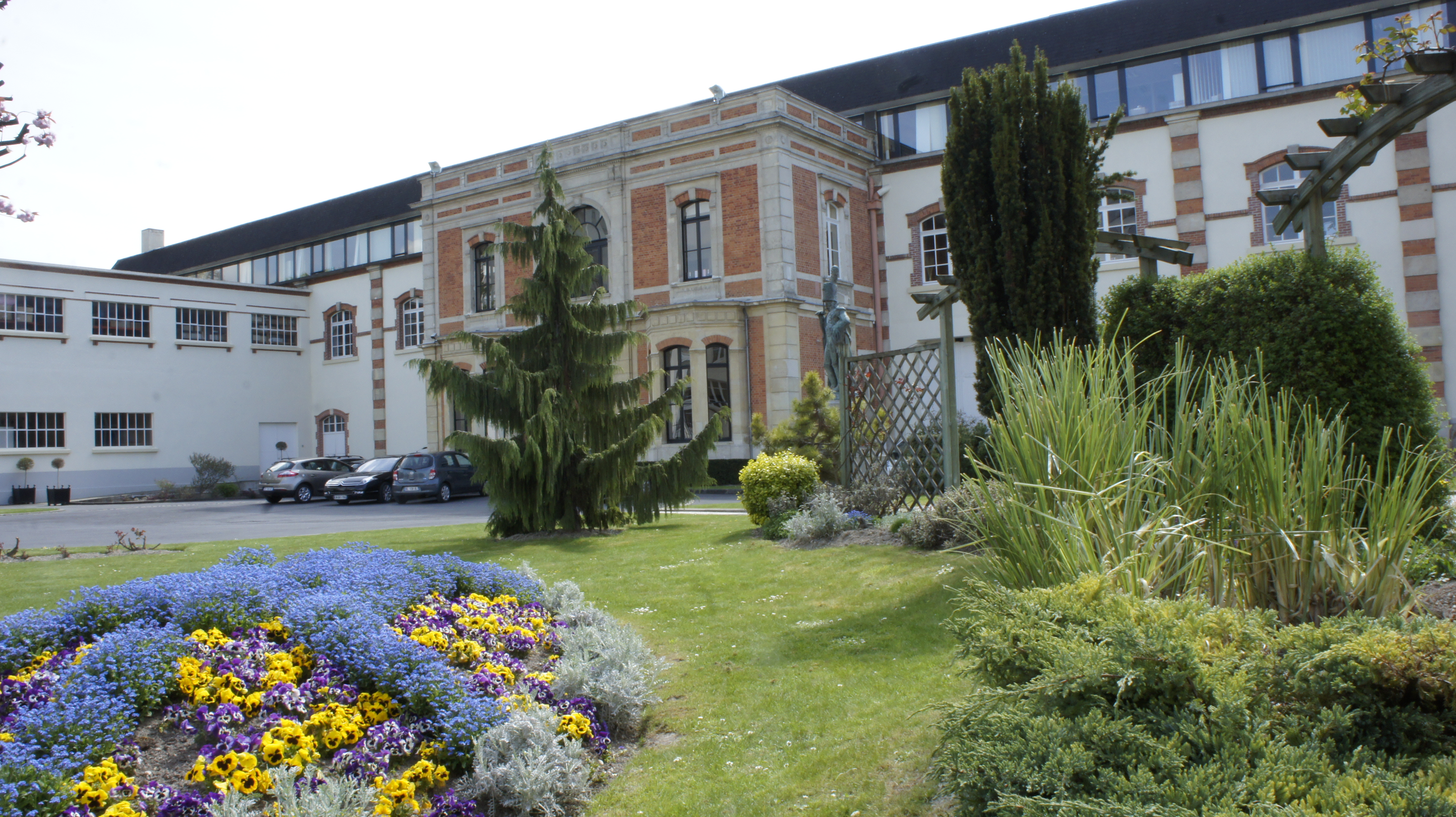
AU n°64-70, cour du Champagne Lanson,
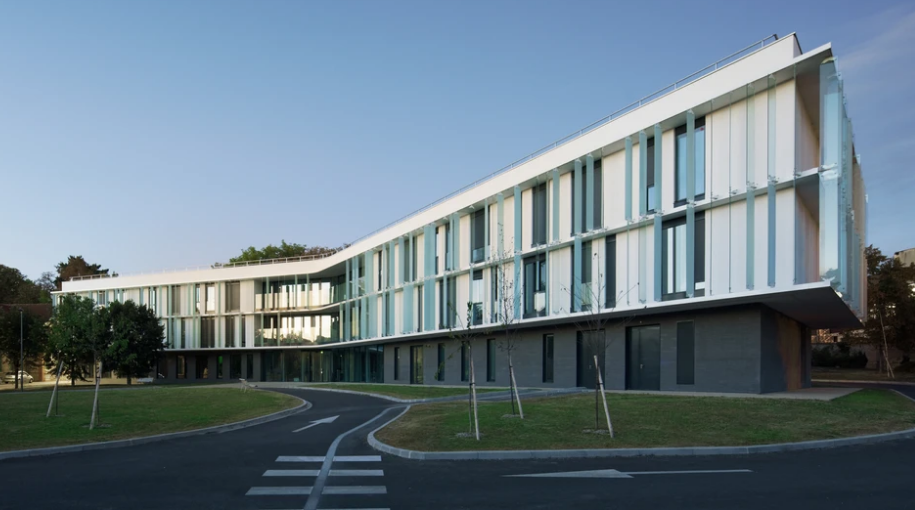
Au n°72, l'Hospice Roederer-Boisseau
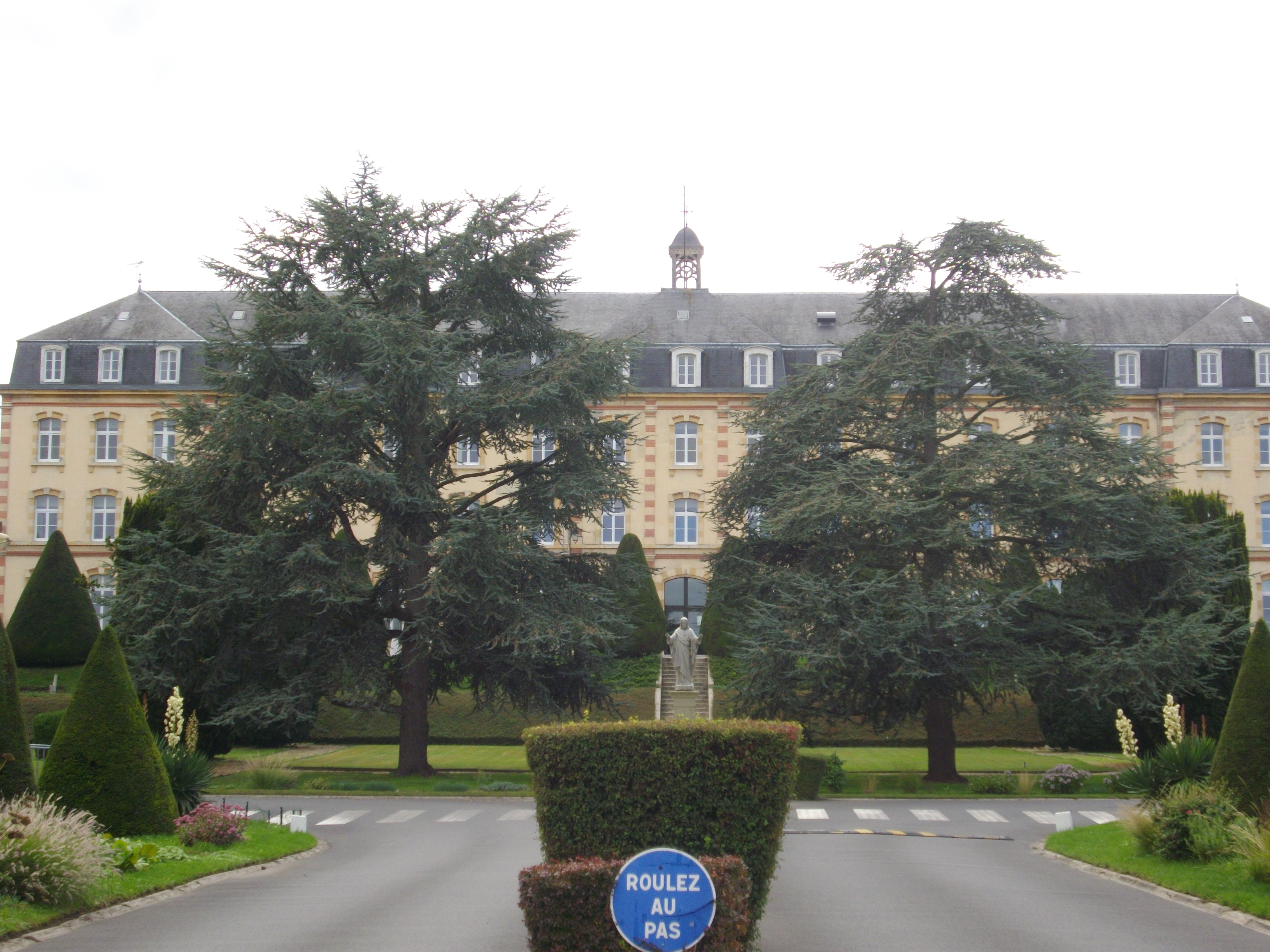
Au n°86, entrée du Sacré-Cœur.